# إياتني ريزو
إياتني ريزو مواليد 18 أكتوبر 1995، هي لاعبة كرة يد كوبية تلعب كوسط مدافع. مثلت منتخب كوبا لكرة اليد للسيدات.

## سجل المنافسة
شاركت في البطولات التالية:
- بطولة العالم لكرة اليد للسيدات 2015

## روابط خارجية
- إياتني ريزو على موقع الاتحاد الأوروبي لكرة اليد (الإنجليزية)
- إياتني ريزو على موقع الدوري الفرنسي لكرة اليد للسيدات (الفرنسية)